# Legundi (Ketapang)
Legundi is een bestuurslaag in het regentschap Lampung Selatan van de provincie Lampung, Indonesië. Legundi telt 2949 inwoners (volkstelling 2010).